# Historia del urbanismo en España
La historia del urbanismo en España es la historia de las ciudades de España, su germen griego y fenicio; sus inicios romanos, para pasar luego por las ciudades medievales y de la Edad Moderna. Todo esto englobado en la ciudad preindustrial. La ciudad industrial comenzaría con el siglo XIX, que es fruto de los lentos cambios socioeconómicos que afectaron al país en ese mismo siglo, hasta la ciudad actual con una preocupación más fuerte por los servicios.
A partir de la época romana, podemos hablar de hecho urbano. Uno de los aspectos de la urbanización en este periodo fue la adaptación de estos enclaves a los criterios urbanísticos de Roma. El plano es de tipo ortogonal, que presenta el cardus y el decumanus, que atravesarían la ciudad en forma de cruz. En otras ciudades se implantan diferentes organismos para poder controlar la población y también habrá obras como acueductos como en Tarraco, Augusta Emerita, etc. Ya en la Edad Media, la invasión musulmana trajo consigo la desaparición de núcleos del sur y en el norte aparecen varios de nueva planta.
Durante la Edad Moderna, el carácter defensivo cobra importancia, lo que se refleja en el plano de la ciudad, sobre todo en las fronterizas y costeras que refuerzan su carácter de fortificaciones considerándose como. No hay que olvidar la creación de nuevas ciudades en el Nuevo Mundo, creación que en número no ha sido superado todavía, y que responden a una serie de patrones recogidos en la Leyes de Yndias, en la recopilación hecha en tiempos de Felipe II. Las ciudades tenían calles trazadas a cordel y la situación de los principales edificios (casa de Gobierno, Iglesia Mayor...) y espacios públicos (plazas) están perfectamente determinados.
En el siglo XVIII se da el cambio de dinastía produciéndose una reactivación económica donde predominan las ideas barrocas. La voluntad real buscó el prototipo de ciudad ilustrada, habiendo construcciones racionales, funcionales, grandiosidad formal, atracción por los espacios abiertos y proliferación de edificios dedicados a la enseñanza y sanidad. Destaca Carlos III en Madrid, que trazó el paseo del Prado y abrió gran parte de los pasos: Puerta de Alcalá, edificios monumentales en las entradas de la ciudad.
Una vez que se empezó a afianzar la industrialización a madiados del siglo XIX, las capitales provinciales empezaron a recibir aporte de población, las más beneficiadas serán Cataluña y Asturias. Entonces, el plano urbano pasó a caracterizarse por el ensanche que surge de las intervenciones de la burguesía y que sigue un modelo de cuadrícula donde el espacio establecido es conocido como generador de renta. Son casi como una auténtica ciudad nueva, Barcelona fue el primer ejemplo, después se dio en Bilbao, Madrid y San Sebastián. En Barcelona, las autoridades para hacer frente al crecimiento demográfico y diferentes epidemias mandan crear un ensanche al ingeniero Ildefonso Cerdá que efectuó el proyecto de reforma en 1859. En 1860 se aprobó el de Madrid llevado a cabo por Carlos María de Castro. Los ensanches tienen un punto de inflexión en 1892 cuando se dictó la Ley de ensanche que facilita la proyección de ensanches de todas las ciudades españolas.
Hasta la Guerra Civil se sigue con la continuidad de los procesos urbanísticos anteriores. Hay una reforma interior de los centros históricos, derribos, realineaciones, saneamientos, etc. También se articuló el espacio urbano con la consolidación de los ensanches y potenció el desarrollo ya que era una forma válida de producir espacio urbano. Posteriormente, entre 1939 y 1959, se da la autarquía económica. Es una situación de declive llamada "etapa de la miseria urbana". A partir de aquí se inicia un intervencionismo total.
En la actualidad se da la recuperación de los centros históricos para turismo, embellecimiento urbanístico, espacios verdes y ocio, difusión del tejido urbano de baja densidad (adosados), papel de los servicios en la comunidad y nuevos usos del suelo en la periferia como residencia y mercados, parques de ocio, científicos. Al llevarse la industria fuera del espacio urbano se sustituye con importancia para las vivencias y servicios.

## Edad Antigua
Antes del siglo I el hecho urbano no existía, si había una serie de factorías comerciales de fenicios y griegos como Malaka o Gadir que eran asentamientos protourbanos. Junto a estos habría enclaves de carácter defensivo o planta circular (castra) o rectangular (oppida).

Plano romano de Caesaraugusta, encuadrado en la Zaragoza actual. Puede verse el decumanus maximus (1), el cardus maximus (2), el foro de Caesaraugusta (3), el puerto fluvial (4), los baños públicos (5), el teatro (6) y la muralla (7).

El proceso de romanización en la Península se basó fundamentalmente en las ciudades como núcleos exportadores de la nueva cultura. La política urbanizadora comenzó pronto, aunque con fines casi exclusivamente defensivos. Durante la época republicana las riquezas mineras y agropecuarias de Hispania atrajeron gran número de emigrantes romano-itálicos, sobre todo después de la crisis del siglo II a. C. Estos, unidos a los soldados establecidos en la Península, comenzaron a asentarse en ciudades de estatus jurídico dudoso. Un ejemplo de esta etapa es la ciudad de Carteia. 
Con Julio César comenzó un periodo de colonización y municipalización, resolviendo el problema que padecía Italia por la falta de ager publicus, asentó en Hispania a sus soldados fundando nuevas colonias. También concedió la ciudadanía romana a municipios ya existentes, premiando así su fidelidad en la guerra civil que mantuvo con Pompeyo en la Península, por eso la mayoría de ellos se encuentran en la Bética. Augusto continuó la política de César, municipios augusteos son: Osca, Caesaraugusta, Calagurris, Baetulo, Segóbriga, Valeria, Ilerda, Iulia Traducta, Iuliobriga, etc. Vespasiano concedió el derecho latino a todas las ciudades de Hispania. 

## Edad Media
Dejando aparte la contribución de Roma a la urbanización de la península, el que debería considerarse como primer urbanista español (y quizá europeo, tras la etapa clásica) fue el fraile valenciano Eiximenes, que en el siglo XIV trató la forma de la ciudad ideal en sus escritos teológicos, obras que tuvieron gran repercusión en la forma de los nuevos poblados que por entonces se iban creando en el reino de Valencia, conforme avanzaba la Reconquista, e incluso en el frontero reino de Castilla.
Eiximenes propone una ciudad con calles que se cortan ortogonalmente, un trazado en damero, ya conocido desde los griegos (creado por Hipodamo de Mileto), añadiendo una cierta sectorización de usos.
La ciudad musulmana se organizaba por la presencia de una alcazaba que protege a la ciudad, dentro de esa muralla se inserta la mezquita, baños y la alcaicería. Fuera en los arrabales también podía haber barrios. El plano urbano se integra por una serie de calles sinuosas que desde el centro de la ciudad iban hacia la muralla, las calles principales se dividían en secundarias, también sinuosas y estrechas y solían unirse a callejones. En las zonas de encrucijadas se instalaba el zoco y la plaza no existía. Es irregular y con gran preocupación de la vivienda y su espacio interior. Esta ciudad tuvo su esplendor en el siglo X y XI. La posterior ocupación cristiana significó la adaptación cristiana a esas ciudades.
La ciudad cristiana presenta variedad de formas. Destaca el Camino de Santiago que da lugar a la formación de elementos urbanos a los que los reyes concedían bastantes privilegios como Jaca, Pamplona, Astorga o Burgos, con plano lineal en torno al camino. Ya en el siglo XIII la reconquista toma un nuevo impulso y se conceden privilegios a la población que ya existía y los propios reyes fundan ciudades con trazado regular o irregular, aunque predominan las regulares, reflejo de la organización social y económica de este periodo, existiría una calle para los nobles, la iglesia sería muy importante, habrá zonas para las manufacturas, otra para los judíos. En esta época aparece, en los territorios de la Corona de Aragón, el influjo del fraile Eiximenis. El elemento más diferenciador es la presencia de la plaza como sustituto del Zoco, que en muchas ciudades conservará el nombre de Azogue. En el bajo medievo la labor de urbanización fue llevada a cabo por otras instituciones feudales destacando los señores de Vizcaya y las órdenes militares.

## Edad Moderna
Durante la Edad Moderna en España no aparecen señales de que hubiera preocupación por el trazado urbano, y las poblaciones siguieron la tónica de crecimiento orgánico de las ciudades mediterráneas, pero el influjo de Eiximenis se nota en la aventura de la Colonización española de América. Las nuevas ciudades que se crearon en Hispanoamérica, con una gran repercusión en el urbanismo del resto del continente, deben mucho a sus ideas. Y no hay que olvidar que ningún otro imperio ha creado tantas ciudades como los españoles, fundamentalmente en América.
Quizá la aportación más importante de España al urbanismo de entonces se hace en las Leyes de Indias, especialmente en la época de Felipe II, con una auténtica normativa urbanística (Ordenanzas de Felipe II, publicadas el 3 de mayo de 1576 en San Lorenzo de El Escorial) en la que se legisla sobre la forma que han de tener las ciudades, desde el trazado, en planta hipodámica, hasta la orientación o el ancho de las calles en función de las direcciones de los vientos dominantes o el clima de la zona. Se determina si el lugar es bueno para fundar una ciudad matando animales silvestres y viendo si tienen las entrañas sanas, lo que significa que las aguas y los aires son sanos. Se dice la situación del edificio de gobierno, de la iglesia mayor, de la plaza, etc. Y siguiendo esas leyes, en las Indias Occidentales se hicieron cientos de ciudades.
También en su reinado se construyó una nueva población, la de San Lorenzo de El Escorial, alrededor del monasterio, con proyecto inicial de Juan Bautista de Toledo.

### Urbanismo de la Ilustración
Durante el siglo XVIII, siguió la preocupación por el urbanismo, centrado en las nociones de racionalismo y salubridad, que se llevaba haciendo en América desde siglos antes, con la particularidad de que ahora, con las ideas procedentes de Francia y de Italia, se añadió la preocupación por la reforma de las ciudades de la península, además de sobre la creación de nuevas.
La situación a la llegada de la dinastía borbónica a España se caracterizaba por la existencia de una arquitectura de estilo barroco, desconectada de las corrientes clasicistas europeas. La mala administración económica de los últimos Austrias había agudizado los problemas tradicionales de la ciudad peninsular: hacinamiento, falta de infraestructuras sanitarias, mala calidad de la edificación o ausencia de espacios libres dentro de los recintos amurallados.
Uno de los esfuerzos del programa arquitectónico borbónico (quizá el más visible) se dirigió al embellecimiento de Madrid y de los Reales Sitios donde de representaba el poder del monarca, siguiendo el modelo de la corte francesa. En este aspecto, el programa urbanístico más notorio fue el eje del Prado, con la intención de dar continuidad a la ciudad por el este y unirla al Buen Retiro. José de Hermosilla diseñó el Salón del Prado, entre las actuales glorietas de Cibeles y Neptuno. Este paseo se prolongó posteriormente hacia el sur, con la idea de crear un eje científico, con el Jardín Botánico, el Museo de Ciencias (actual Museo del Prado) y el observatorio (todo ello bajo la dirección de Juan de Villanueva), y el Hospital de San Carlos. La aparición de esta avenida monumental en sentido sur-norte marca el eje del futuro crecimiento de Madrid y la línea divisoria entre la ciudad antigua y el futuro ensanche. A partir del Paseo del Prado, desde la actual plaza de Atocha, se trazaron también otros paseos (como el de los 8 hilos) para enlazar el Prado con el Manzanares.
El Prado madrileño sirvió de modelo para otras ciudades, en las que la construcción de este tipo de paseos fue promovida por las Sociedades de Amigos del País (Campo de San Francisco en Salamanca, el Espolón en Burgos o Floridablanca en Valladolid).
Sevilla mantuvo su esplendor por el monopolio con América, tenía 150 000 habitantes y se crearon nuevos barrios con una estructura ordenada y también se remodelaron barrios cercanos al casco histórico, destacan los edificios del clero, nobleza y concejo. Por otra parte, hubo en Madrid despreocupación urbana contraria a otras ciudades europeas, los caminos que iban hacia Toledo, Alcalá de Henares, Fuencarral y Hortaleza sirvieron de organización y crecimiento urbano, también hubo edificaciones hacia el camino del monasterio de San Jerónimo, lo único que se proyectó racionalmente fue la Plaza Mayor, se edificaron a su alrededor palacios y conventos. La presencia en la vida urbana de la Iglesia da lugar a la ciudad conventual que tiene un rico número de edificios religiosos para el culto y su logística.

### Nuevas poblaciones
Ya a comienzos de siglo, entre 1709 y 1713 se edificó la población de Nuevo Baztán, a iniciativa de Juan de Goyeneche, como residencia de los obreros de una fábrica de vidrio fundada por él, teniendo como arquitecto a José de Churriguera, que desarrolla el trazado típico de las poblaciones de colonización, con calles en damero. Churriguera y Sánchez Bort fueron los únicos arquitectos que intervinieron en la creación de una población en este siglo, pues las demás poblaciones y ensanches, fueron proyectados por ingenieros militares.
Poco después, a mediados de siglo, en los Reales Sitios de Aranjuez, San Lorenzo de El Escorial o La Granja, aparecieron nuevas poblaciones para dar servicio a los respectivos palacios. Aranjuez es el modelo más conseguido de integración de la arquitectura clasicista del gusto francés e italiano, con la naturaleza y con una pequeña ciudad de trazado regular que comprendía tanto residencias de la nobleza como un caserío muy funcional.
También se funda en la Rápita la población de San Carlos o en Ciudad Real, se reordena completamente San Carlos del Valle.
Más adelante se desarrollaron planes para la creación de Nuevas Poblaciones en Andalucía y Sierra Morena (siendo las más importantes La Luisiana, La Carolina, Guarromán, La Carlota, Carboneros, Almuradiel, Navas de Tolosa) y en otros puntos de España, en todas las cuales se sigue el modelo extendido en las Américas. El experimento de colonización de Sierra Morena incluyó además labores de planeamiento territorial, estableciendo una jerarquía de ciudades. El trazado urbano de estas poblaciones se ajusta al clásico modelo americano de retícula, con plazas de forma diversa que actúan como centros de la vida social.
En la ciudad agrícola destaca el planeamiento de los poblados de colonización del interior en la zona de Sierra Morena (La Carolina). Por su parte, el poder naval de la monarquía hispánica se manifiesta en los trazados de ciudades donde se centra este poder, bien como base naval, bien como astillero, entre ellos, Cartagena, Ferrol (barrio de La Magdalena) o Cádiz.

### Ensanches de poblaciones

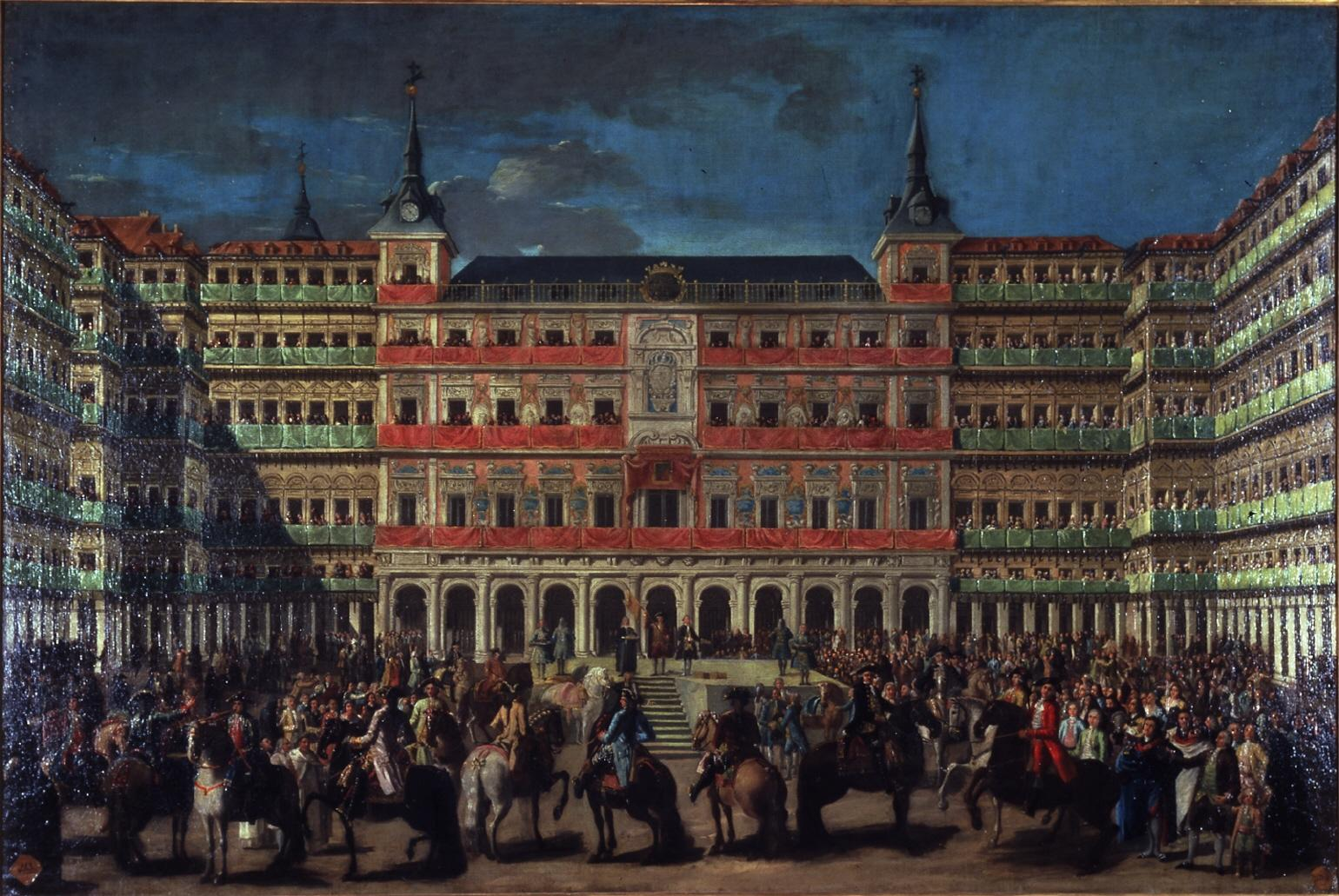
Aspecto de la Plaza Mayor de Madrid en 1760, antes del incendio de 1790, todavía con 5 pisos. Óleo de Lorenzo Quirós (1760), conservado en la Real Academia de Bellas Artes de San Fernando.

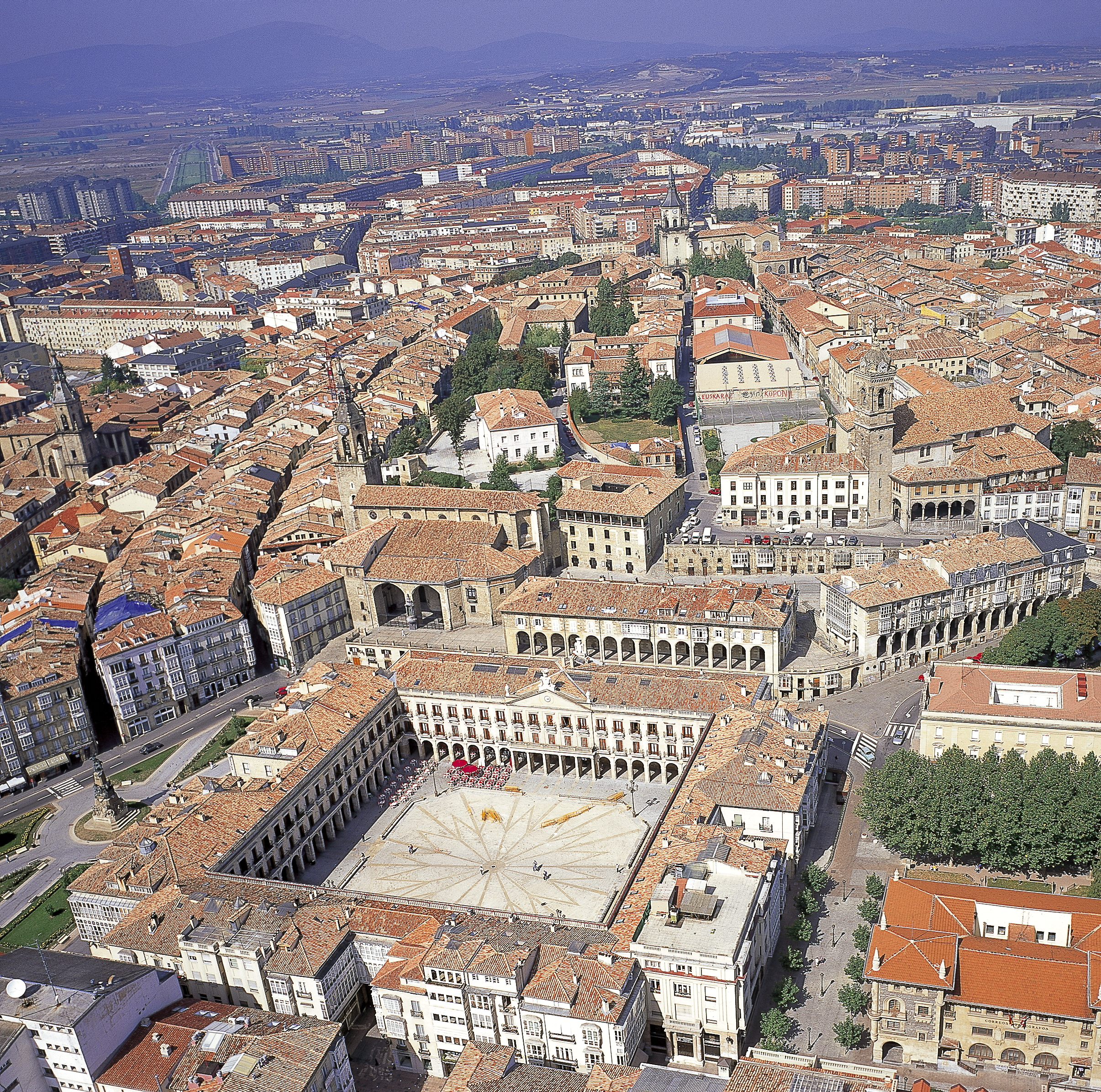
Vista aérea de Vitoria con la Plaza Nueva.

El urbanismo todavía no había sido adoptado por la escuela de arquitectura de la Academia de Bellas Artes (fundada en 1752) como una materia importante en la formación de los arquitectos y, por ello, la dirección de numerosos proyectos correspondió a ingenieros militares, la mayoría formados en la Academia de Matemáticas y Fortificación de Barcelona, cuerpo que a lo largo de los años mantendrá una pugna con los arquitectos por las competencias sobre urbanización.
Los ingenieros militares desempeñaron un papel decisivo en la creación de los nuevos arsenales marítimos y las poblaciones anejas. Cartagena, Águilas (Murcia), de Mateo Vodopich, Ferrol (barrio de La Magdalena, de Llobet y el arquitecto Sánchez Bort) y San Fernando, experimentaron un crecimiento muy notable. Además se hizo el primer proyecto de ensanche de Santander, también de Francisco Llobet y La Barceloneta (ver más adelante) de Cermeño. En todos los casos, se siguió también la planta regular clásica de la urbanización de las Indias.
Barcelona, durante el siglo XVIII, une a su condición portuaria y comercial el carácter de plaza fuerte. Las fortificaciones, dirigidas por el ingeniero hispano-flamenco Verboom, limitan el desarrollo urbano al viejo solar formado por la Ciutat y el Raval, perdiendo además el viejo barrio de la Ribera en cuyo lugar Felipe V hizo construir la Ciudadela. Parte de la población de este barrio se había instalado en barracones en la barra arenosa que forma el puerto. En 1752, el Marqués de la Mina mandó construir un barrio nuevo sobre el terreno. El proyecto y dirección correspondieron al ingeniero militar Juan Martín Cermeño, que ordenó el plano con manzanas rectangulares y alargadas sobre las que se levantaron viviendas modestas pero agradables y de buena construcción. Las obras demoraron unos veinte años y su resultado, la Barceloneta, es un buen ejemplo aplicado de la teoría de la urbanización ilustrada.

### Plazas nuevas
Un aspecto importante de las intervenciones en los cascos históricos en este siglo XVIII, fue la construcción de Plazas nuevas, siguiendo el modelo de la Plaza Mayor de Madrid. Ya en el siglo anterior se había construido la plaza de la Corredera en Córdoba (c. 1690), por el arquitecto salmantino Antonio Ramós Valdés. De las nuevas del siglo XVIII son ejemplo la Mayor de Salamanca (1726-1756) de Alberto de Churriguera y de Andrés García de Quiñones, y que en realidad se asienta sobre una parte de la antigua plaza de San Martín existente, o la de Ocaña (1777), o la de Vitoria (1781) de Olaguibel, construcciones que continuaron en el siglo XIX, con la de Bilbao (que ya aparecía en el plan Loredo de ensanche, de 1786), la de Sevilla, la de Gijón (acabada de modo distinto al proyectado) o la Plaza Real de Barcelona (de Daniel Molina). También, la plaza Mayor de Madrid fue remodelada por Juan de Villanueva, al reconstruirla tras sufrir un incendio en 1790, bajando a 3 los 5 pisos que tenía y cerrando las esquinas con pasajes cubiertos con bóvedas para la entrada de las calles, imitando ahora el modelo de Salamanca.

## Edad Contemporánea
La generación fernandina es una continuación del siglo XVIII, su trazado responde a una cuadrícula de dimensiones muy reducidas, cruzada por algunas diagonales que unían las plazas. Las avenidas ofrecen perspectivas largas, lo que demuestra la influencia barroca.

### La época de José Bonaparte
Silvestre Pérez fue el encargado de llevar a cabo reformas en Madrid, como arquitecto del rey José. Había sido discípulo de Ventura Rodríguez y a comienzos del siglo XIX gozaba de gran prestigio. En 1801 había elaborado el proyecto de Puerto de la Paz de Bilbao, una auténtica ciudad portuaria nueva, articulada en torno a una gran plaza abierta a la ría, y con un trazado que algunos autores ven relacionado con el proyecto de Christopher Wren de 1666 para Londres.
Las actuaciones de la etapa anterior se habían centrado en el eje del Prado, y la bajada hacia el Manzanares desde Atocha, pero Madrid continuaba siendo una ciudad de trazado anárquico y sin hitos urbanos. El anticlericalismo de la ideología revolucionaria francesa, permitió llevar a cabo acciones impensables con anterioridad. Se prohibieron los enterramientos en las iglesias, creándose cementerios extramuros, como medida para evitar epidemias. También se procedió a la expropiación y derribo de conventos para despejar el entramado urbano, que pasaron a ser plazas (conservando el nombre del respectivo convento: Santa Ana, Santo Domingo, Los Mostenses o San Miguel). Disposiciones similares se adoptaron en otras ciudades como Sevilla, Valladolid o Salamanca (donde se abrió la plaza llamada de Anaya, frente a la fachada norte de la catedral). La gran densidad de las ciudades amuralladas solo permitía este recurso para ganar espacio, en una época en la que el derribo de las cercas todavía no se asumía como idea generalizada. Dos décadas después, la desamortización de Mendizábal volvería a permitir ganar terreno recurriendo al mismo procedimiento.
Sacchetti había advertido que el Palacio Real requería una plaza en su parte oriental y Sabatini había preparado un proyecto que no pudo ser llevado a cabo. La creación de una zona monumental en torno al Palacio, se convirtió en el trabajo más ambicioso de Silvestre Pérez. En el foro napoleónico debían dominar las formas geométricas puras. En Madrid tendría su realización mediante un eje que uniría el Palacio con la iglesia de San Francisco el Grande, convertida en sede de las Cortes del reino. Para ello se construiría una gran plaza en la fachada principal del Palacio, seguida de otra cuadrangular en el lugar que hoy ocupa la Almudena, y un puente sobre la calle Segovia que desembocaría en otra gran plaza con forma de circo romano ante la iglesia de San Francisco. La guerra impidió que el diseño de Silvestre Pérez produjese algún resultado, aunque algunas de las ideas que contenía servirían a sus sucesores para ordenar esa zona.

### La ciudad del romanticismo
San Sebastián fue bombardeada por Wellington en 1813 y casi destruida en su totalidad. El proyecto de reconstrucción fue encargado por el ayuntamiento a Pedro de Ugartemendía, que diseñó una ciudad de trama regular, articulada en torno a una plaza octogonal que sería el centro de la vida social. La concepción sin segregación social por barrios no tenía en cuenta el anterior viario. Finalmente la colisión entre intereses públicos y privados hizo casi imposible la remodelación a fondo del viejo trazado y Ugartemendía tuvo que dirigir las obras de un proyecto hecho por el segundo alcalde Manuel Gogorza.
Isidro González Velázquez sucedió al exiliado Silvestre Pérez en el programa de ordenación de los alrededores del Palacio Real de Madrid. Ideó una plaza de planta circular, en la que una galería porticada perimetral serviría como nexo entre el Palacio Real y el Teatro Real aprovechando el espacio liberado, frente a la fachada oriental, por el derribo en la época josefina de 56 viviendas y de la Casa del Tesoro. El proyecto no pudo llevarse a cabo por dificultades presupuestarias, pero no obstante, está en la base de la plaza que se construyó en 1842, por iniciativa de Agustín Argüelles.
En 1854 finalizaron las obras de reconstrucción de la Plaza Mayor, siguiendo el proyecto de 1790 de Juan Villanueva, cuando un incendió la destruyó parcialmente.
La apertura de plazas intramuros se vio favorecida por la desamortización, que tuvo su punto álgido entre 1835 y 1837. En ciudades como Madrid o Málaga, las propiedades de la Iglesia ocupaban la cuarta parte de la superficie disponible, porcentaje que era aún mayor en ciudades más pequeñas. No obstante, esta solución solo suponía una componenda temporal ante la necesidad de terreno en las ciudades. Tan solo el retraso de la industrialización en España, permitió posponer el derribo de las murallas y la creación de ensanches hasta la década de 1850.
Otra traba importante era la ausencia de un marco legal adecuado. En 1834, Custodio Moreno confeccionó el primer plano topográfico detallado de Madrid pero hasta 1846 no se publicó una Real Orden que obligaba a las otras ciudades a dotarse de este instrumento. Algo parecido sucedía con la inexistencia de normas sobre alineamiento de las calles, que hasta 1859 no se hicieron obligatorios.
En Madrid, durante el periodo isabelino la Puerta del Sol (véase Historia de la Puerta del Sol), pasó a convertirse en nuevo centro de la vida urbana, tras el derribo de los conventos de San Felipe y la Victoria. La Puerta del Sol no sigue el modelo típico de Plaza mayor española, sin embargo, en esta época se asiste a una revitalización de este modelo tan característico, interpretado según el gusto clásico de Villanueva o de las plazas mayores vascas de finales del XVIII. La Plaza Real de Barcelona (1848) y la Plaza Nueva de Sevilla, siguen este modelo llamado a desaparecer en los nuevos ensanches.
Otro aspecto de importancia en este periodo es a la mejora de infraestruturas básicas, como el abastecimiento de agua potable, la iluminación pública, la pavimentación o el alcantarillado. La mortalidad por enfermedades infecciosas era tan elevada que antes de realizarse los ensanches, la mortalidad de Madrid era cuatro veces superior a la de Londres o Berlín y la de Sevilla semejante a la de la India[cita requerida].

### Nacimiento del urbanismo contemporáneo en España
En España, el retraso industrial durante el siglo XIX, evitó el nacimiento de las ciudades carbón, desarrolladas en la Europa industrial y en los Estados Unidos. La cada vez mayor concentración de la población en algunas ciudades dio lugar a una escasez de viviendas y el descenso de las condiciones de vida. En Madrid sobre todo destacaron las casas corredor o corralas, estas eran las casas de los humildes, donde vivían los trabajadores urbanos. En ausencia de grandes concentraciones de obreros industriales, estrictamente hablando, se trataba más bien de una población artesana, a la que la propia vivienda servía a la vez de taller para sus trabajos.
Después de las guerras napoleónicas (1803-1815), la población española inició un proceso de crecimiento ininterrumpido que le hizo llegar hasta los 20 millones de habitantes en tan solo siglo y medio, reflejándose especialmente en las ciudades. La población conservaba una estructura preindustrial y en un primer momento se produjo la degradación de las condiciones de vida de la población urbana. La ciudad surgida de este proceso presentaba una grave situación de hacinamiento y de crisis en los servicios.
El hacinamiento de los habitantes en las ciudades era consecuencia de un crecimiento de la población unido a una falta de aumento paralelo del número de viviendas. Desde finales del siglo XVIII el crecimiento demográfico de las grandes ciudades se realiza a costa del número de personas por vivienda y de la aparición de realquilados. La subdivisión de las antiguas viviendas unifamiliares, la elevación de pisos, la ocupación para viviendas de la superficie de la parcela anteriormente sin edificar, la ocupación de parte del espacio de las calles mediante la proliferación de voladizos contribuyen a densificar gravemente el casco de unas ciudades que mantienen la trama viaria heredad de tiempos anteriores y en las que no eran infrecuentes las calles de menos de cuatro metros de anchura.

### Ensanches de poblaciones
En la segunda mitad del siglo XIX, en plena Revolución industrial, cuando el crecimiento demográfico y las nuevas actividades industriales, que necesitaban gran cantidad de terreno, obligaron a la actuación urbanizadora sobre terrenos rústicos extramuros de la ciudad, toda vez que las antiguas murallas que constreñían las poblaciones habían perdido su función militar. Este crecimiento permitió adaptar las ciudades a los nuevos medios de transporte como el ferrocarril a la par que se trataba de solucionar los problemas de salubridad e higiene que presentaban muchas poblaciones. 
La percepción de esta necesidad indujo a los gobiernos a legislar este aspecto. El primer intento fue el Proyecto de Ley General para la Reforma, Saneamiento, Ensanche y otras Mejoras de las Poblaciones, propuesto por el Ministro de Gobernación José Posada Herrera en 1861 y rechazado por el Senado. Establecía la cesión gratuita de viales, régimen de parcelas mínimas indivisibles, generalización del régimen de licencias, compensación de beneficios y cargas de la urbanización, edificación forzosa de solares, regulación de linderos, proyecto técnico y económico previo a toda urbanización, etc. La ley tuvo que esperar hasta 1864 para su aprobación, seguido en 1867 del Reglamento. La influencia de esta ley en el desarrollo de los Ensanches fue determinante y contribuyó a que el resultado final se alejase de los proyectos iniciales.
En 1892 el sistema se hace definitivo con una nueva Ley que regula los ensanches de Madrid y Barcelona y faculta al Gobierno para extenderla a otras poblaciones. Para aprobar cada uno de estos Planes Generales era necesaria una Ley Especial. En 1895, se promulgó la Ley de Saneamiento y Mejora de las Poblaciones, pensada para resolver los problemas de los cascos históricos.
Tomando como referencia estas leyes, el proyecto de Bilbao y la experiencia pionera del Ensanche de Barcelona diseñado por Ildefonso Cerdá, numerosos municipios acometieron ensanches: Madrid, Valencia, Bilbao, Málaga, San Sebastián, León, Alcoy, Santander, Vitoria, Tarragona, Pontevedra, Pamplona y Mataró, entre otros. En 1854 se autorizó el derribo de las murallas de Barcelona y, en 1857, el ayuntamiento convocó un concurso en el que se establecía que el ensanche sería ilimitado. En 1860 se publicó el decreto de puesta en marcha del proyecto de ensanche de Ildefonso Cerdá quien planteó su ensanche como una ciudad completamente nueva, no articulada en torno al casco antiguo. Su característica principal es el trazado ortogonal uniforme, con tres ejes oblicuos (Diagonal, Meridiana y Paralelo) que facilitan su recorrido. La unidad básica del Ensanche es la manzana de 113 metros de lado y achaflanada en sus esquinas, de manera que se crean pequeñas plazas en los cruces. Se preveían cuatro anchuras de calle (20, 30, 50 y 100 metros), la existencia de jardines en el interior de las manzanas y una edificabilidad mucho menor que la que finalmente se autorizó.
En la misma época se planteó la necesidad del Ensanche de Madrid. En 1857 el Ministerio de Fomento ordenó el estudio de un futuro Ensanche, cuya dirección fue encomendada a Carlos María de Castro. El ensanche de Castro se asemeja al de Cerdà en el trazado ortogonal y en no prolongar la ciudad histórica sino en constituirse en una ciudad nueva por el este y el norte. Fruto de la misma ley es el plan para construir una gran vía transversal en Madrid, para dotar a la ciudad vieja del eje este-oeste del que carecía. Sin embargo, completar el proyecto de la Gran Vía llevó cuatro décadas.

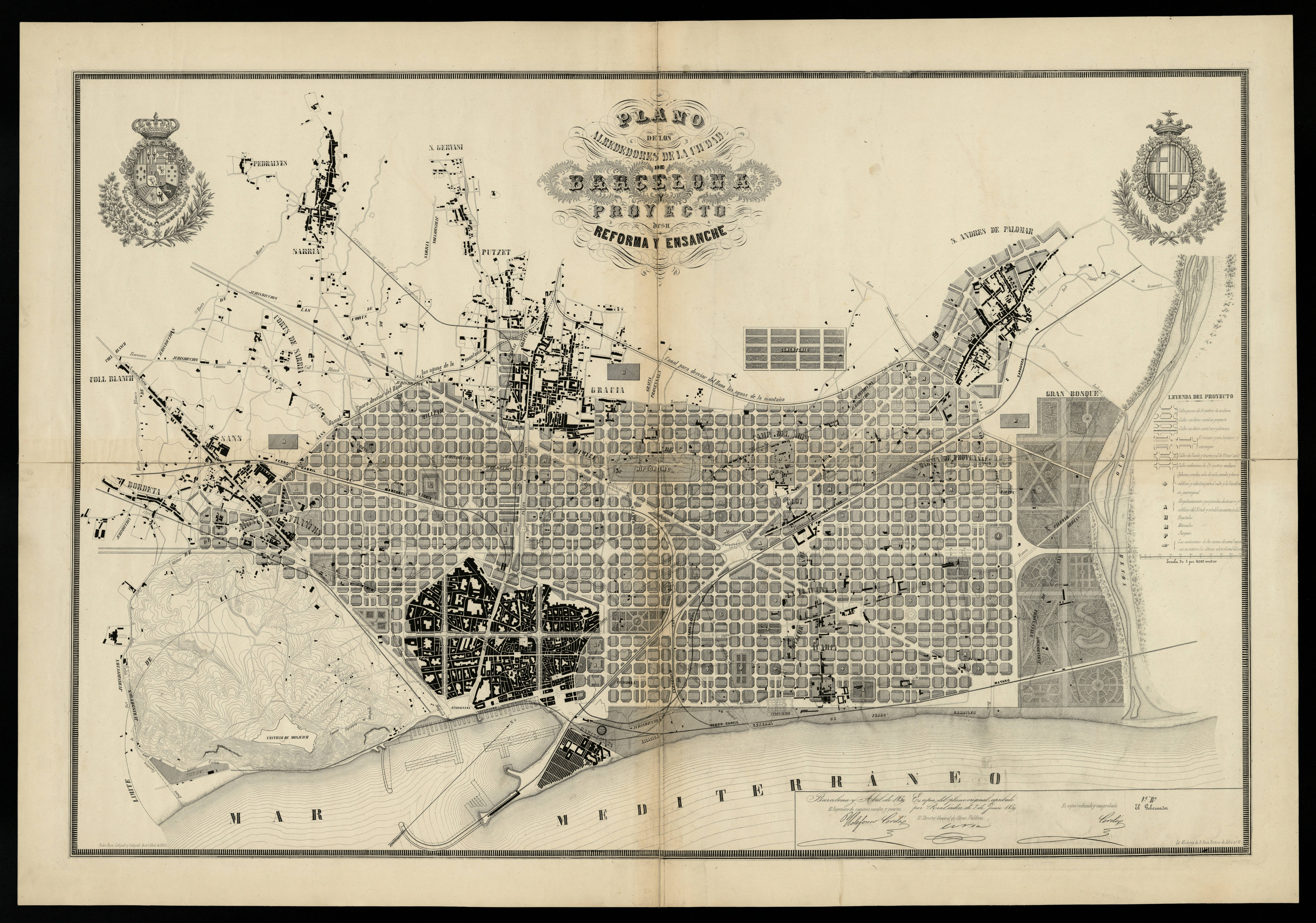
Plan de los alrededores de la ciudad de Barcelona y del proyecto para su mejora y ampliación de Ildefonso Cerdá y Suñer (1859).

El derribo de las murallas no afectó solamente a las ciudades en expansión. Por ejemplo, en la Jaca de comienzos del siglo XX empezaba a cundir el uso de las pocas construcciones que surgían extramuros para las vacaciones y el descanso de los pudientes, pero apenas si había crecido desde que se levantó su recinto amurallado en el siglo XII. No obstante, fue objeto de un gran proyecto de reforma urbana, destinado a modificar radicalmente el aspecto de la ciudad. En 1917 el ayuntamiento jacetano empezó un plan que consistió en la demolición completa de las murallas, que habían llegado enteras hasta esa fecha, y en la alineación sistemática de las calles del casco medieval, a causa de la cual desaparecieron la mayor parte de las calles antiguas y de los edificios que las flanqueaban. Esta ambiciosa operación, por afectar a la práctica totalidad de la población, apenas encuentra paralelos en España. Como resultado, desapareció la práctica totalidad de la Jaca medieval y renacentista, de la que solo quedan vestigios en algún punto aislado como la plaza del Mercado o la pequeña calle del Arco.

### El tranvía
También hay unos espacios como los conjuntos suburbiales dedicados a las casas del proletariado, se ocupa por los emigrantes del pueblo rural. Habría un modelo dual: ensanches y suburbios. Esto llevó a una problemática ligada a las condiciones de vida de los arrabales por lo que fueron focos de enfermedad. También existía una problemática social pudiendo ser focos de activismo político que se podía contagiar al resto de la población.
Ante esta problemática surgen propuestas para solucionarlas, entre ellas destaca la de Ángel Fernández de los Ríos que propuso una vía de ferrocarril de circunvalación que fuera por el límite del ensanche y conectara los barrios obreros con la ciudad. Esta propuesta buscaba un ordenamiento racional del espacio periférico. Se dio la ciudad lineal de Arturo Soria que es una de las aportaciones más importantes a la ordenación urbanística de España, surgió en 1882 y se subraya que es una columna donde se instalan los edificios. Es una ciudad basada en la vivienda unifamiliar aislada con jardín, autosuficiente en servicios y dotaciones. Es el antecedente de la ciudad jardín. Tendrá que ser saludable y será un ámbito de unión de clases y una importante vía de comunicación.
En el ensanche de poblaciones fue de gran importancia la implantación de un nuevo sistema de transporte, el tranvía, que empieza con la tracción animal en Madrid (1871), Barcelona y Bilbao (1872), Santander (1875), Valencia (1876), Valladolid (1881), Cartagena (1882), Málaga (1884), Zaragoza (1885), Sevilla (1887), Palma de Mallorca (1891), Tenerife (1901)
En 1879 la línea de tranvía Madrid-Leganés empieza a funcionar con tracción de vapor y en 1899 funciona la primera línea electrificada. En Barcelona se introduce la tracción por vapor en 1877 (a Sant Andreu), y la primera línea electrificada es de 1899. A mediados del siglo XX fueron desapareciendo, sustituidos por autobuses.

### Cambio de siglo

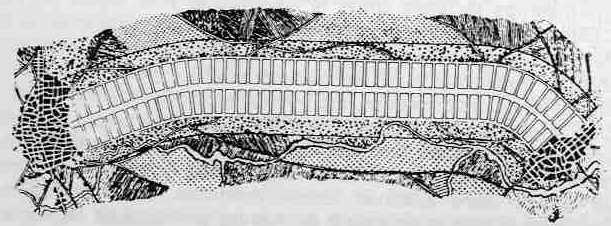
Proyecto de la ciudad lineal de Arturo Soria.

En 1892 Arturo Soria publica su proyecto de Ciudad Lineal, que se extendería entre las ciudades núcleo existentes. Soria se inspiró en el pensamiento de Fourier y de Fernández de los Ríos y se adelantó en seis años al movimiento de las ciudades-jardín de Howard, que vería la luz en 1898. La Ciudad Lineal nació de la superación del concepto de ensanche y su objetivo era construir una ciudad nueva, saludable, que mejorase la calidad de vida de sus habitantes, vertebrada en torno a una amplia avenida central en la que el tranvía actuaba como elemento de cohesión. Las viviendas se pensaron desde el principio unifamiliares, con grandes extensiones de jardín, huertos y zonas verdes. En la Ciudad Lineal habría lugar para la diferencia social, no todas las casas tenían por qué ser iguales, pero a diferencia de otros proyectos, no se relegaba a los menos pudientes a lejanos suburbios, sino a una segunda o tercera fila, siempre cerca de la avenida principal y del transporte. La dotación de servicios como escuelas o comercios fue otro punto de atención.
No solamente enunció un programa de ciudad ideal, sino que creó una compañía privada para llevarlo a la práctica. Pero en lugar de unir dos ciudades núcleo, como era la idea original, creó un anillo urbano de circunvalación que debería construirse en torno a Madrid. Los futuros habitantes podrían participar como propietarios de acciones de la entidad, en función de su capacidad económica. Un órgano de comunicación, "La Ciudad Lineal" se encargaba de difundir el proyecto y la ideología subyacente.
El primer tramo de la Ciudad Lineal se acabó, tras superar muchas dificultades financieras en 1911. El resultado fue la creación de una zona residencial y de recreo, en la que la burguesía gustaba de pasar los meses de verano, en el actual distrito de Ciudad Lineal. La Compañía Madrileña de Urbanización, como se llamaba la creada por Arturo Soria, siguió funcionando y explotando la línea de tranvía que daba servicio a la Ciudad lineal hasta 1951, en que acabó siendo absorbida por la Empresa Municipal de Transportes (EMT).
Ese modelo tuvo una buena acogida en Cataluña donde se plantearon al menos tres proyectos: una barriada en Barcelona, una articulación del eje Reus-Tarragona-Salou (que hubiera sido mucho más acorde con la idea inicial de Soria) y una colonia agrícola en Vilanova, que no llegaron a realizarse.
En Madrid, el ingeniero municipal Pedro Núñez Granés, intento unir de forma coherente la ciudad con los núcleos periféricos. El plan de Núñez Granés se terminó de elaborar en 1909, pero no recibió la aprobación municipal hasta 1916. Una ancha avenida transcurría en paralelo al paseo de ronda en la parte norte, y una vía de circunvalación discurría como cierre del proyecto por parte del trazado de la actual M-30. La prolongación de la Castellana, debía llevarse a cabo eliminando el hipódromo y corrigiendo su alineación para que tomase la orientación sur-norte. Este proyecto no llegó a realizarse, pero la idea de prolongación de la Castellana había calado en el ayuntamiento y fue uno de los puntos del pliego de condiciones del concurso que se convocaría en 1928.
En los primeros años del siglo XX, en Barcelona se manifestaba la necesidad de articular el ensanche Cerdà con la periferia. Se convocó un concurso público que ganó en 1905 el arquitecto francés Léon Jaussely. Se trata de un plano basado en grandes figuras geométricas, combinación de rectas y curvas. No es extraño, puesto que Jaussely partía de la crítica generalizada al plan Cerdá. La regularidad del trazado en damero desaparecía a favor de composiciones oblicuas. Este proyecto no prosperó, pero Jaussely participó en la confección del definitivo Plan de Enlaces de 1917, en el que quedó recogida su idea de un cinturón de ronda.
Hasta 1923, con el Estatuto Municipal, publicado siendo ministro de Gobernación Calvo Sotelo, imponía la obligación a las grandes ciudades de elaborar un plan general que ordenase el crecimiento.
En últimos años de la década de los 20 aparece una nueva generación de arquitectos, influidos por las corrientes del racionalismo. En esta generación destacan por su actividad urbanística Secundino Zuazo y Fernando García Mercadal. Este segundo, es el principal introductor en España del racionalismo centroeuropeo. En 1926, recibió clases de urbanismo de Hermann Jansen, y en 1929 trabajó en el estudio de Zuazo. García Mercadal puso en contacto al arquitecto bilbaíno con el alemán, y ambos concurrieron con un proyecto conjunto al concurso convocado por el ayuntamiento de Madrid, para la urbanización del extrarradio. El concurso se declaró desierto, por considerar el jurado que ningún proyecto cumplía todas las condiciones.

### Segunda República
La Segunda República, coincidió con el auge de la arquitectura racionalista, de la que García Mercadal fue el principal introductor. Participó en el congreso fundacional del CIRPAC en 1928, organizó la visita de Le Corbusier a Madrid y fue el promotor de la creación en 1930 del GATEPAC. El gobierno republicano proporcionó un fuerte impulso político al planeamiento urbano, especialmente bajo el mandato de Indalecio Prieto en Obras Públicas entre 1931 y 1933.
En 1932 se creó el Gabinete Técnico de Accesos y Extrarradio de Madrid, para mejorar los accesos por carretera y ferrocarril y ordenar los núcleos de población periféricos. El cerebro de este gabinete fue Secundino Zuazo, y sus realizaciones más significativas fueron el plan de accesos a Madrid y dos trabajos relacionados con los trabajos de prolongación de la Castellana: el túnel ferroviario entre Chamartín y Atocha y los Nuevos Ministerios.
Otro trabajo del Gabinete fue el Plan Regional de Madrid, en el que se contempla no solo la ciudad y su periferia inmediata sino una extensión territorial mucho más amplia.
El interior del término municipal de Madrid fue objeto de un plan de Extensión en 1933, que venía a suplir el fallido concurso de 1929. Se trata de un trabajo que establecía objetivos sobre zonificación, densidad, espacios verdes y sistema de transporte.
Por su parte, García Mercadal ganó en 1932 la plaza de jefe de la Oficina de Urbanismo del Ayuntamiento de Madrid. Su principal aportación urbanística desde su puesto es el Proyecto de Ciudad Verde del Jarama.
Donde éste se convirtió en arquitectura oficial, fue en Cataluña, impulsado por la Generalidad de Cataluña. El GATCPAC, liderado por Sert, será la referencia del urbanismo catalán republicano.
El primer proyecto de calado del grupo es la urbanización de la Diagonal (1931). Se trata de una exposición del racionalismo más ortodoxo, en el que la manzana cerrada Cerdà se sustituye por alienaciones longitudinales de bloques exentos. En 1932, se publica el de la "Ciutat de Repós", una colonia de vacaciones dentro de la preocupación del movimiento por la higiene y el ocio.
En 1934, se completó la redacción del proyecto más ambicioso, el "Plan Macià", para la creación de una nueva Barcelona, que contó con el apoyo de Le Corbusier. El crecimiento de la ciudad debería hacerse descartando las propuestas radiales tipo Jaussely y conservando la organización reticular de Cerdà, pero con un módulo mayor (una manzana nueva equivaldría a nueve antiguas). Se prestaba atención especial al cinturón litoral, a la zonificación y a la modificación de las ordenanzas urbanas.

### Franquismo
Tras finalizar la guerra civil española comienza el conocido como período de la autarquía y durante el mismo se inicia un proceso de elaboración de la formulación conceptual parejo a la institucionalización administrativa del planeamiento urbanístico que culmina en 1956 con la progresista Ley del Suelo de España.
El Instituto Nacional de Industria (|INI) llevó a cabo proyectos industriales en ciudades medias (50 000 habitantes). Antes de esto y por la Guerra Civil, el régimen inspiró un plan nacional de reconstrucción industrial que tuvo escaso éxito debido a que los años 40 el gobierno se interesó más por el medio rural. El principal elemento fue el INI que acometió varias acciones como la intervención en Puertollano con la empresa Calvo Sotelo con factorías de pizarra bituminosa en 1942. También destaca las acciones en Madrid impulsando la creación de nuevos complejos industriales como el polígono industrial de Villaverde o de San Fernando de Henares.
También aparecen dos fenómenos en los 50 como la aparición del inversor que es un agente profesional que adquiere suelo y construye viviendas y la barriada o suburbios que colonizan los extrarradios de la ciudad que trabajan en la industria y son un asentamiento marginal, en muchos casos serán ilegales o con insuficientes condiciones de salubridad.

#### Etapa del desarrollismo (1959-1975)
Los 1960 son años de explosión urbana asociada a la modernización económica, al crecimiento industrial y de servicios, crecimiento demográfico y llegada de inmigrantes. En el primer lustro de los 1970 el crecimiento demográfico se estanca por la crisis económica.
La fisonomía de la ciudad, teniendo en cuenta la normativa de los planes generales de ordenación urbana que provienen de la regulación del suelo de 1956 se aboga por el equilibrio territorial y construcción de ciudades con polígono de edificación abierta y bien equipados y comunicados. Lo que se hizo poco tuvo que ver con esto porque se abogó por una conquista del terreno para urbanizar con edificación masiva y la ley del suelo se supeditó a los intereses de los grupos de promotores. Los agentes económicos que tenían suelo y capital se lucraban. Este importante crecimiento urbanístico se trasladó a la morfología urbana con grandes complejos residenciales asentados en la periferia y serán para la clase media.
También está el fenómeno de los suburbios que se incrementa. Está ligado al crecimiento económico y surge el fenómeno de las áreas metropolitanas en Madrid, Barcelona y Bilbao con relaciones de las ciudades con su periferia. Este crecimiento de áreas metropolitanas sorprendió al gobierno y el crecimiento fue desordenado con ausencia de normativa en gestión o servicios.
En los 70 esto cambia por la crisis energética de 1973 y la ciudad tiene otro cariz en el que la preocupación del ciudadano empieza a contar y surge una nueva situación por el traspaso de competencias.

### Desde 1975
En un primer momento la industria sufre las consecuencias de la crisis energética creciendo el paro. Ante la crisis, la industria reacciona de dos maneras, uno a nivel privado y otro estatal. A nivel particular se buscan nuevas localizaciones industriales relacionadas con productos que requieren mano de obra especializada como textiles o calzado. A nivel estatal destacan los planes de reconversión industrial buscando nuevas alternativas. A pesar de esto, los fenómenos más importantes son la llegada de la democracia y la sociedad neoliberal globalizada.

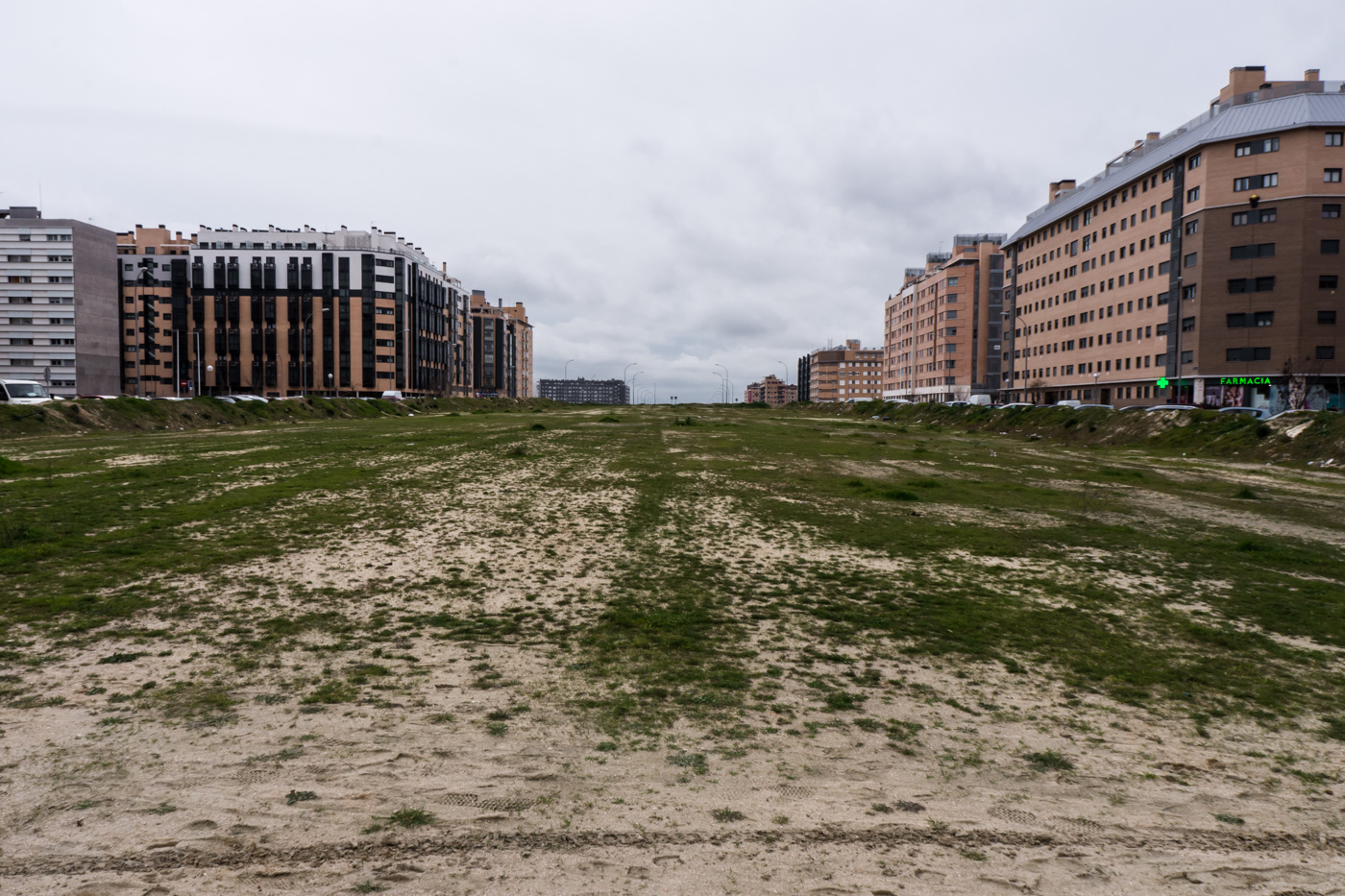
Ensanche de Vallecas

Respecto a la llegada de la democracia es la ordenación del territorio competencia autónoma con su propia legislación. También está la autonomía del ayuntamiento. Como nexo común está el que los ciudadanos tienen poder de decisión surgiendo asociaciones preocupadas por el tipo de ciudad que quieren.
En los años 90 se introduce la ciudad globalizada neoliberal en la que la ciudad se ve en situación de competencia en la que los fondos comunitarios cobran gran importancia y existen monopolios que controlan el espacio para su máximo beneficio. La diversidad de fenómenos da lugar a fuerte heterogeneidad.